# Italië op de Olympische Winterspelen 2018
Italië was een van de deelnemende landen aan de Olympische Winterspelen 2018 in Pyeongchang, Zuid-Korea.

## Medailleoverzicht
| Sport       | Olympiër                                                       | Onderdeel          | Medaille |
| ----------- | -------------------------------------------------------------- | ------------------ | -------- |
| Alpineskiën | Sofia Goggia                                                   | afdaling (v)       | Goud     |
| Shorttrack  | Arianna Fontana                                                | 500 m (v)          | Goud     |
| Snowboarden | Michela Moioli                                                 | snowboardcross (v) | Goud     |
| Langlaufen  | Federico Pellegrino                                            | sprint (m)         | Zilver   |
| Shorttrack  | Arianna Fontana Cecilia Maffei Lucia Peretti Martina Valcepina | relay (v)          | Zilver   |
| Alpineskiën | Federica Brignone                                              | reuzenslalom (v)   | Brons    |
| Biatlon     | Dominik Windisch                                               | sprint (m)         | Brons    |
| Biatlon     | Lisa Vittozzi Dorothea Wierer Lukas Hofer Dominik Windisch     | gemengde estafette | Brons    |
| Schaatsen   | Nicola Tumolero                                                | 10.000 m (m)       | Brons    |
| Shorttrack  | Arianna Fontana                                                | 1000 m (v)         | Brons    |

## Deelnemers en resultaten
(m) = mannen, (v) = vrouwen 

### Alpineskiën
| Olympiër                                                                                     | Onderdeel        | Resultaat | Prestatie                                                           |
| -------------------------------------------------------------------------------------------- | ---------------- | --------- | ------------------------------------------------------------------- |
| Emanuele Buzzi                                                                               | afdaling (m)     | 22e       | 1.42,84 (+2,59)                                                     |
| Luca De Aliprandini                                                                          | reuzenslalom (m) | DSQ       | 1e run: gediskwalificeerd                                           |
| Florian Eisath                                                                               | reuzenslalom (m) | 14e       | 1e run: 1.10,46 (17e) 2e run: 1.10,72 (18e) totaal: 2.21,18 (+3,14) |
| Peter Fill                                                                                   | combinatie (m)   | DNF       | afdaling: 1.19,92 (6e) slalom: niet gefinisht                       |
| Peter Fill                                                                                   | afdaling (m)     | 6e        | 1.41,08 (+0,83)                                                     |
| Peter Fill                                                                                   | super g (m)      | DNF       | niet gefinisht                                                      |
| Stefano Gross                                                                                | slalom (m)       | 16e       | 1e run: 49,27 (14e) 2e run: 51,44 (16e) totaal: 1.40,71 (+1,72)     |
| Christof Innerhofer                                                                          | combinatie (m)   | 14e       | afdaling: 1.19,77 (5e) slalom: 49,98 (25e) totaal: 2.09,75 (+3,23)  |
| Christof Innerhofer                                                                          | afdaling (m)     | 17e       | 1.42,23 (+1,98)                                                     |
| Christof Innerhofer                                                                          | super g (m)      | 16e       | 1.25,90 (+1,46)                                                     |
| Matteo Marsaglia                                                                             | super g (m)      | 20e       | 1.26,11 (+1,67)                                                     |
| Manfred Mölgg                                                                                | slalom (m)       | 12e       | 1e run: 48,40 (4e) 2e run: 51,84 (23e) totaal: 1.40,24 (+1,25)      |
| Manfred Mölgg                                                                                | reuzenslalom (m) | 13e       | 1e run: 1.10,03 (15e) 2e run: 1.11,01 (21e) totaal: 2.21,04 (+3,00) |
| Dominik Paris                                                                                | combinatie (m)   | DNF       | afdaling: 1.20,01 (8e) slalom: niet gefinisht                       |
| Dominik Paris                                                                                | afdaling (m)     | 4e        | 1.40,79 (+0,54)                                                     |
| Dominik Paris                                                                                | super g (m)      | 7e        | 1.25,18 (+0,74)                                                     |
| Riccardo Tonetti                                                                             | combinatie (m)   | 18e       | afdaling: 1.21,99 (38e) slalom: 48,22 (12e) totaal: 2.10,21 (+3,69) |
| Riccardo Tonetti                                                                             | reuzenslalom (m) | DNF       | 1e run: 1.09,02 (4e) 2e run: niet gefinisht                         |
| Riccardo Tonetti                                                                             | slalom (m)       | DNF       | 1e run: niet gefinisht                                              |
| Alex Vinatzer                                                                                | slalom (m)       | DNF       | 1e run: niet gefinisht                                              |
|                                                                                              |                  |           |                                                                     |
| Marta Bassino                                                                                | combinatie (v)   | 10e       | afdaling: 1.42,61 (14e) slalom: 41,63 (7e) totaal: 2.24,24 (+3,34)  |
| Marta Bassino                                                                                | reuzenslalom (v) | 5e        | 1e run: 1.11,19 (5e) 2e run: 1.09,50 (7e) totaal: 2.20,69 (+0,67)   |
| Marta Bassino                                                                                | slalom (v)       | DNF       | 1e run: niet gefinisht                                              |
| Federica Brignone                                                                            | combinatie (v)   | 8e        | afdaling: 1.42,51 (12e) slalom: 41,02 (6e) totaal: 2.23,53 (+2,63)  |
| Federica Brignone                                                                            | afdaling (v)     | DNF       | niet gefinisht                                                      |
| Federica Brignone                                                                            | reuzenslalom (v) | Brons     | 1e run: 1.10,91 (3e) 2e run: 1.09,57 (8e) totaal: 2.20,48 (+0,46)   |
| Federica Brignone                                                                            | super g (v)      | 6e        | 1.21,49 (+0,38)                                                     |
| Chiara Costazza                                                                              | slalom (v)       | 9e        | 1e run: 49,83 (7e) 2e run: 50,77 (17e) totaal: 1.40,60 (+1,97)      |
| Irene Curtoni                                                                                | slalom (v)       | 10e       | 1e run: 51,15 (14e) 2e run: 49,89 (7e) totaal: 1.41,04 (+2,41)      |
| Nicol Delago                                                                                 | afdaling (v)     | DNF       | niet gefinisht                                                      |
| Nadia Fanchini                                                                               | afdaling (v)     | DNF       | niet gefinisht                                                      |
| Nadia Fanchini                                                                               | super g (v)      | 12e       | 1.21,88 (+0,77)                                                     |
| Sofia Goggia                                                                                 | combinatie (v)   | DNF       | afdaling: niet gefinisht                                            |
| Sofia Goggia                                                                                 | afdaling (v)     | Goud      | 1.39,22                                                             |
| Sofia Goggia                                                                                 | reuzenslalom (v) | 11e       | 1e run: 1.11,64 (10e) 2e run: 1.10,16 (18e) totaal: 2.21,80 (+1,78) |
| Sofia Goggia                                                                                 | super g (v)      | 11e       | 1.21,65 (+0,54)                                                     |
| Manuela Mölgg                                                                                | reuzenslalom (v) | 8e        | 1e run: 1.10,62 (1e) 2e run: 1.10,58 (23e) totaal: 2.21,20 (+1,18)  |
| Manuela Mölgg                                                                                | slalom (v)       | 23e       | 1e run: 51,40 (17e) 2e run: 51,35 (25e) totaal: 1.42,75 (+4,12)     |
| Johanna Schnarf                                                                              | combinatie (v)   | DNF       | afdaling: niet gefinisht                                            |
| Johanna Schnarf                                                                              | super g (v)      | 5e        | 1.21,27 (+0,16)                                                     |
|                                                                                              |                  |           |                                                                     |
| Federica Brignone Chiara Costazza Irene Curtoni Stefano Gross Riccardo Tonetti Alex Vinatzer | landenwedstrijd  | KF        | 1/8F: 3-1 Tsjechië KF: 1-3 Frankrijk                                |

### Biatlon
| Olympiër                                                         | Onderdeel          | Resultaat | Prestatie |
| ---------------------------------------------------------------- | ------------------ | --------- | --- |
| Thomas Bormolini                                                 | individueel (m)    | 56e       | 53.26,6 (+5.22,8) pen.: 4 (0 + 1 + 2 + 1)                                                                       |
| Thomas Bormolini                                                 | sprint (m)         | 51e       | 25.39,3 (+2.00,5) pen.: 2 (1 + 1)                                                                               |
| Thomas Bormolini                                                 | achtervolging (m)  | 48e       | 38.10,7 (+5.19,0) pen.: 6 (1 + 0 + 4 + 1)                                                                       |
| Lukas Hofer                                                      | individueel (m)    | 63e       | 53.54,1 (+5.50,3) pen.: 5 (1 + 2 + 1 + 1)                                                                       |
| Lukas Hofer                                                      | sprint (m)         | 10e       | 24.09,8 (+31,0) pen.: 2 (1 + 1)                                                                                 |
| Lukas Hofer                                                      | achtervolging (m)  | 10e       | 34.24,4 (+1.32,7) pen.: 3 (1 + 1 + 1 + 0)                                                                       |
| Lukas Hofer                                                      | massastart (m)     | 18e       | 37.07,7 (+1.20,4) pen.: 4 (1 + 1 + 0 + 2)                                                                       |
| Giuseppe Montello                                                | individueel (m)    | 40e       | 52.01,9 (+3.58,1) pen.: 3 (1 + 1 + 0 + 1)                                                                       |
| Giuseppe Montello                                                | sprint (m)         | 50e       | 25.35,3 (+1.56,5) pen.: 2 (0 + 2)                                                                               |
| Giuseppe Montello                                                | achtervolging (m)  | 39e       | 37.21,7 (+4.30,0) pen.: 3 (0 + 0 + 2 + 1)                                                                       |
| Dominik Windisch                                                 | individueel (m)    | 50e       | 52.54,3 (+4.50,5) pen.: 5 (2 + 0 + 3 + 0)                                                                       |
| Dominik Windisch                                                 | sprint (m)         | Brons     | 23.46,5 (+7,7) pen.: 1 (0 + 1)                                                                                  |
| Dominik Windisch                                                 | achtervolging (m)  | 16e       | 34.57,9 (+2.06,2) pen.: 5 (2 + 0 + 0 + 3)                                                                       |
| Dominik Windisch                                                 | massastart (m)     | 17e       | 37.07,7 (+1.20,4) pen.: 4 (0 + 1 + 2 + 1)                                                                       |
| Thomas Bormolini Lukas Hofer Giuseppe Montello Dominik Windisch  | estafette (m)      | 12e       | 20.03,8 / 0+1 0+3 19.00,7 / 0+1 0+2 20.37,5 / 0+0 1+3 21.53,6 / 1+3 2+3 totaal: 1.:21.35,6 / 1+5 3+11 (+6.19,1) |
|                                                                  |                    |           | |
| Nicole Gontier                                                   | individueel (v)    | 38e       | 45.32,5 (+4.25,3) pen.: 4 (1 + 1 + 1 + 1)                                                                       |
| Nicole Gontier                                                   | sprint (v)         | 44e       | 23.20,0 (+2.13,8) pen.: 3 (2 + 1)                                                                               |
| Nicole Gontier                                                   | achtervolging (v)  | 48e       | 35.37,6 (+5.02,3) pen.: 7 (3 + 1 + 1 + 2)                                                                       |
| Alexia Runggaldier                                               | individueel (v)    | 33e       | 45.15,0 (+4.07,8) pen.: 2 (0 + 0 + 1 + 1)                                                                       |
| Federica Sanfilippo                                              | sprint (v)         | 69e       | 24.30,1 (+3.23,9) pen.: 3 (2 + 1)                                                                               |
| Lisa Vittozzi                                                    | individueel (v)    | 32e       | 45.11,8 (+4.04,6) pen.: 3 (0 + 2 + 0 + 1)                                                                       |
| Lisa Vittozzi                                                    | sprint (v)         | 6e        | 21.46,7 (+40,5) pen.: 1 (0 + 1)                                                                                 |
| Lisa Vittozzi                                                    | achtervolging (v)  | 11e       | 32.34,6 (+1.59,3) pen.: 4 (1 + 2 + 0 + 1)                                                                       |
| Lisa Vittozzi                                                    | massastart (v)     | 4e        | 36.08,6 / 1+0 0+1 (+45,6)                                                                                       |
| Dorothea Wierer                                                  | individueel (v)    | 7e        | 43.15,8 (+2.08,6) pen.: 2 (0 + 1 + 0 + 1)                                                                       |
| Dorothea Wierer                                                  | sprint (v)         | 18e       | 22.20,3 (+1.14,1) pen.: 2 (0 + 2)                                                                               |
| Dorothea Wierer                                                  | achtervolging (v)  | 15e       | 32.48,4 (+2.13,1) pen.: 5 (2 + 2 + 1 + 0)                                                                       |
| Dorothea Wierer                                                  | massastart (v)     | 6e        | 36.10,3 / 0+0 0+1 (+47,3)                                                                                       |
| Lisa Vittozzi Dorothea Wierer Nicole Gontier Federica Sanfilippo | estafette (v)      | 9e        | 16.49,0 / 0+1 0+0 18.47,4 / 2+3 0+0 18.55,0 / 0+3 1+3 18.36,1 / 0+0 1+3 totaal: 1:13,07,5 / 2+7 2+6 (+18.36,1)  |
|                                                                  |                    |           | |
| Lisa Vittozzi Dorothea Wierer Lukas Hofer Dominik Windisch       | gemengde estafette | Brons     | 15.44,1 / 0+0 0+0 16.34,4 / 0+0 0+3 18.17,4 / 0+0 0+1 18.35,3 / 0+1 0+2 1:09.01,2 / 0+1 0+6 (+26,9)             |

### Bobsleeën
| Olympiër                                                       | Onderdeel       | Resultaat | Prestatie                       |
| -------------------------------------------------------------- | --------------- | --------- | ------------------------------- |
| Simone Bertazzo Lorenzo Bilotti Francesco Costa Simone Fontana | viermansbob (m) | 27e       | 2.29,88 (49,92 / 49,94 / 50,02) |

### Curling
| Olympiër                                                               | Onderdeel | Resultaat | Prestatie |
| ---------------------------------------------------------------------- | --------- | --------- | --- |
| Daniele Ferrazza Simone Gonin Amos Mosaner Andrea Pilzer Joël Retornaz | mannen    | 9e        | groepsfase 3 - 5 Canada 7 - 4 Zwitserland 10 - 7 Verenigde Staten 4 - 6 Denemarken 5 - 6 Japan 6 - 7 Groot-Brittannië 6 - 8 Zuid-Korea 3 - 7 Zweden 6 - 4 Noorwegen |

### Freestyleskiën
| Olympiër          | Onderdeel    | Resultaat | Prestatie                                                               |
| ----------------- | ------------ | --------- | ----------------------------------------------------------------------- |
| Siegmar Klotz     | skicross (m) | 1/8F      | plaatsingsronde: 1.10,15 (+1,41); 15e 1/8F, serie 8: 3e                 |
| Stefan Thanei     | skicross (m) | 1/8F      | plaatsingsronde: 1.10,10 (+1,36); 12e 1/8F, serie 3: 3e                 |
|                   |              |           |                                                                         |
| Lucrezia Fantelli | skicross (v) | 1/8F      | plaatsingsronde: DNS; 24e 1/8F, serie 2: DNF                            |
| Debora Pixner     | skicross (v) | KF        | plaatsingsronde: 1.15,72 (+2,61); 14e 1/8F, serie 5: 2e KF, serie 3: 3e |

### Kunstrijden
| Olympiër | Onderdeel | Resultaat | Prestatie |
| --- | --------- | --------- | --- |
| Matteo Rizzo | mannen    | 21e       | 232.41 (korte kür: 75.63, vrije kür: 156.78) |
| Carolina Kostner | vrouwen   | 5e        | 212.44 (korte kür: 73.15, vrije kür: 139.29) |
| Giada Russo | vrouwen   | 27e       | 50.88 (korte kür: 50.88) |
| Nicole Della Monica Matteo Guarise                                                                                                   | paren     | 10e       | 202.74 (korte kür: 74.00, vrije kür: 128.74) |
| Valentina Marchei Ondřej Hotárek | paren     | 6e        | 216.59 (korte kür: 74.50, vrije kür: 142.09) |
| Anna Cappellini Luca Lanotte | ijsdansen | 6e        | 184.91 (korte kür: 76.57, vrije kür: 108.34) |
| Charlène Guignard Marco Fabbri | ijsdansen | 10e       | 173.47 (korte kür: 68.16, vrije kür: 105.31) |
| Matteo Rizzo Carolina Kostner Nicole Della Monica / Matteo Guarise Valentina Marchei / Ondřej Hotárek Anna Cappellini / Luca Lanotte | team      | 4e        | mannen korte kür: 6 pnt (77,77 pnt), vrije kür: 7 pnt (156,11) vrouwen korte kür: 9 pnt (75,10 pnt), vrije kür: 7 pnt (134,00) paren korte kür: 4 pnt (67,62) paren, vrije kür: 9 pnt (138,44) ijsdansen korte kür: 7 pnt (72,51 pnt), vrije kür: 7 pnt (107,00) totaal: 56 punten |

### Langlaufen
| Olympiër                                                                        | Onderdeel             | Resultaat | Prestatie                                                                                 |
| ------------------------------------------------------------------------------- | --------------------- | --------- | ----------------------------------------------------------------------------------------- |
| Mirco Bertolina                                                                 | sprint (m)            | 40e       | kwalificatie: 3.20,07 (+11,53)                                                            |
| Mirco Bertolina                                                                 | 15 km vrije stijl (m) | 44e       | 36.33,5 (+2.49,6)                                                                         |
| Francesco De Fabiani                                                            | 30 km skiatlon (m)    | 20e       | 1:17.54,9 (+1.34,9)                                                                       |
| Francesco De Fabiani                                                            | 50 km klassiek (m)    | 22e       | 2:17.14,3 (+8.52,2)                                                                       |
| Dietmar Nöckler                                                                 | 15 km vrije stijl (m) | DNF       | niet gefinisht                                                                            |
| Dietmar Nöckler                                                                 | 30 km skiatlon (m)    | 37e       | 1:19.55,5 (+3.35,5)                                                                       |
| Dietmar Nöckler                                                                 | 50 km klassiek (m)    | 21e       | 2:16.29,2 (+8.07,1)                                                                       |
| Federico Pellegrino                                                             | sprint (m)            | Zilver    | kwalificatie: 3.13,18 (+4,64) (9e) KF-2: 1e (3.10,55) HF-1: 2e (+0,16) finale: 2e (+1,34) |
| Maicol Rastelli                                                                 | sprint (m)            | 26e       | kwalificatie: 3.11,32 (+2,78) (4e) KF-1: 6e (+3,29)                                       |
| Maicol Rastelli                                                                 | 50 km klassiek (m)    | 19e       | 2:15.10,0 (+6.47,9)                                                                       |
| Sergio Rigoni                                                                   | 15 km vrije stijl (m) | 72e       | 38.03,0 (+4.19,1)                                                                         |
| Sergio Rigoni                                                                   | 30 km skiatlon (m)    | 48e       | 1:22.54,9 (+6.34,9)                                                                       |
| Giandomenico Salvadori                                                          | 30 km skiatlon (m)    | 26e       | 1:18.36,9 (+2.16,9)                                                                       |
| Giandomenico Salvadori                                                          | 50 km klassiek (m)    | 16e       | 2:13.45,4 (+5.23,3)                                                                       |
| Stefan Zelger                                                                   | sprint (m)            | 41e       | kwalificatie: 3.20,18 (+11,64)                                                            |
| Stefan Zelger                                                                   | 15 km vrije stijl (m) | 60e       | 37.27,9 (+3.44,0)                                                                         |
| Dietmar Nöckler Federico Pellegrino                                             | teamsprint (m)        | 5e        | halve finale-2: 16.07,19 (+3,22); 4e finale: 16.14,81 (+18,55)                            |
| Maicol Rastelli Francesco De Fabiani Giandomenico Salvadori Federico Pellegrino | estafette (m)         | 7e        | 24.50,9 24.52,4 22.39,1 23.17,7 totaal: 1:35.40,1 (2.35,2)                                |
|                                                                                 |                       |           |                                                                                           |
| Elisa Brocard                                                                   | 10 km vrije stijl (v) | 29e       | 27.34,8 (+2.34,3)                                                                         |
| Elisa Brocard                                                                   | 15 km skiatlon (v)    | 26e       | 43.17,6 (+2.32,7)                                                                         |
| Elisa Brocard                                                                   | 30 km klassiek (v)    | 27e       | 1:33.33,5 (+11.15,9)                                                                      |
| Anna Comarella                                                                  | 15 km skiatlon (v)    | 37e       | 44.25,9 (+3.41,0)                                                                         |
| Anna Comarella                                                                  | 30 km klassiek (v)    | 34e       | 1:35.48,7 (+13.31,1)                                                                      |
| Ilaria Debertolis                                                               | 10 km vrije stijl (v) | 31e       | 27.41,2 (+2.40,7)                                                                         |
| Ilaria Debertolis                                                               | 15 km skiatlon (v)    | 49e       | 45.44,6 (+4.59,7)                                                                         |
| Greta Laurent                                                                   | sprint (v)            | 32e       | kwalificatie: 3.25,54 (+16,80)                                                            |
| Sara Pellegrini                                                                 | 10 km vrije stijl (v) | 38e       | 28.01,5 (+3.01,0)                                                                         |
| Sara Pellegrini                                                                 | 15 km skiatlon (v)    | 35e       | 44.16,3 (+3.31,4)                                                                         |
| Sara Pellegrini                                                                 | 30 km klassiek (v)    | 35e       | 1:36.07,3 (+13.49,7)                                                                      |
| Lucia Scardoni                                                                  | sprint (v)            | 24e       | kwalificatie: 3.23,32 (+14,58) (28e) KF-2: 5e (+10,51)                                    |
| Lucia Scardoni                                                                  | 10 km vrije stijl (v) | 39e       | 28.04,1 (+3.03,6)                                                                         |
| Lucia Scardoni                                                                  | 30 km klassiek (v)    | 41e       | 1:40.26,3 (+18.08,7)                                                                      |
| Gaia Vuerich                                                                    | sprint (v)            | 21e       | kwalificatie: 3.19,01 (+10,27) (18e) KF-4: 5e (+7,36)                                     |
| Elisa Brocard Gaia Vuerich                                                      | teamsprint (v)        | HF        | halve finale-2: 17.13,04 (+50,48); 8e                                                     |
| Anna Comarella Lucia Scardoni Elisa Brocard Ilaria Debertolis                   | estafette (v)         | 9e        | 14.25,2 14.19,9 12.29,2 13.07,7 totaal: 54.22,0 (+2.57,7)                                 |

### Noordse combinatie
| Olympiër                                                         | Onderdeel                | Resultaat | Prestatie |
| ---------------------------------------------------------------- | ------------------------ | --------- | --- |
| Raffaele Buzzi                                                   | gundersen normale schans | 40e       | schansspringen: 74.6 pnt (88,0 m); 40e (+3,44) langlaufen: 25.29,1 (33e) totaal: 29.13,1 (+4.21,7)                                                                                   |
| Raffaele Buzzi                                                   | gundersen grote schans   | 34e       | schansspringen: 87.9 pnt (117,5 m); 35e (+3,24) langlaufen: 24.02,5 (18e) totaal: 27.26,5 (+3.34,0)                                                                                  |
| Aaron Kostner                                                    | gundersen normale schans | 37e       | schansspringen: 89.2 pnt (93,5 m);30e (+2,46) langlaufen: 25.44,4 (36e) totaal: 28.30,4 (+3.39,0)                                                                                    |
| Aaron Kostner                                                    | gundersen grote schans   | 44e       | schansspringen: 71.2 pnt (105,5 m); 47e (+4,31) langlaufen: 25.17,5 (38e) totaal: 29.48,5 (+5.56,0)                                                                                  |
| Alessandro Pittin                                                | gundersen normale schans | 19e       | schansspringen: 77.4 pnt (89,0 m); 38e - 77.4 (+3,33) langlaufen: 23.48,9 (1e) totaal: 27.21,9 (+2.30,5)                                                                             |
| Alessandro Pittin                                                | gundersen grote schans   | 27e       | schansspringen: 82.2 pnt (109,0 m); 40e (+3,47) langlaufen: 23.19,9 (1e) totaal: 27.00,9 (+3.08,4)                                                                                   |
| Lukas Runggaldier                                                | gundersen normale schans | 32e       | schansspringen: 73.6 pnt (85,0 m); 41e (+3,48) langlaufen: 24.03,2 (5e) totaal: 27.51,2 (+2.59,8)                                                                                    |
| Lukas Runggaldier                                                | gundersen grote schans   | 36e       | schansspringen: 77.9 pnt (109,5 m); 45e (+4,04) langlaufen: 23.32,7 (11e) totaal: 27.36,7 (+3.44,2)                                                                                  |
| Lukas Runggaldier Aaron Kostner Raffaele Buzzi Alessandro Pittin | landenwedstrijd          | 8e        | 56.9 pnt (105,5 m) - 11.45,2 69.4 pnt (106,5 m) - 12.06,3 88.5 pnt (123,0 m) - 11.37,5 77.0 pnt (112,5 m) - 11.48,1 totaal: 51.14,1 (+5.04,3) (291.8 pnt (+3,57); 10e - 47.17,1; 4e) |

### Rodelen
| Olympiër                                                  | Onderdeel | Resultaat | Prestatie                                                                             |
| --------------------------------------------------------- | --------- | --------- | ------------------------------------------------------------------------------------- |
| Dominik Fischnaller                                       | mannen    | 4e        | 3.10,934 (47,930 / 47,967 / 47,562 / 47,475)                                          |
| Kevin Fischnaller                                         | mannen    | 7e        | 3.11,045 (47,853 / 47,793 / 47,596 / 47,812)                                          |
| Emanuel Rieder                                            | mannen    | 17e       | 3.12,141 (48,040 / 48,047 / 47,972 / 48,082)                                          |
|                                                           |           |           |                                                                                       |
| Sandra Robatscher                                         | vrouwen   | 14e       | 3.07,565 (46,620 / 47,116 / 47,083 / 46,746)                                          |
| Andrea Vötter                                             | vrouwen   | 10e       | 3.06,859 (46,577 / 46,483 / 46,907 / 46,892)                                          |
|                                                           |           |           |                                                                                       |
| Fabian Malleier Ivan Nagler                               | dubbels   | 7e        | 1e run: 46,320 (+0,500) (8e) 2e run: 46,243 (+0,366) (7e) totaal: 1.32,563 (+0,866)   |
| Patrick Rastner Ludwig Rieder                             | dubbels   | 15e       | 1e run: 46,709 (+0,889) (14e) 2e run: 46,567 (+0,690) (15e) totaal: 1.33,276 (+1,579) |
|                                                           |           |           |                                                                                       |
| Andrea Vötter Dominik Fischnaller I. Nagler / F. Malleier | estafette | 5e        | 47,078 (2e) 48,827 (6e) 49,188 (6e) 'totaal: 2.25,093                                 |

### Schaatsen
| Olympiër                                          | Onderdeel                | Resultaat | Prestatie                                              |
| ------------------------------------------------- | ------------------------ | --------- | ------------------------------------------------------ |
| Davide Ghiotto                                    | 5000 m (m)               | 19e       | 6.29,25 (+19,49)                                       |
| Davide Ghiotto                                    | 10.000 m (m)             | 12e       | 13.27,09 (+47,32)                                      |
| Andrea Giovannini                                 | 1500 m (m)               | 27e       | 1.47,82 (+3,81)                                        |
| Andrea Giovannini                                 | 5000 m (m)               | 20e       | 6.30,71 (+20,95)                                       |
| Andrea Giovannini                                 | massastart (m)           | 12e       | HF-1: 41 pnt; 2e finale: 0 pnt; 12e (7.46,83)          |
| Mirko Nenzi                                       | 500 m (m)                | 30e       | 35,51 (+1,10)                                          |
| Mirko Nenzi                                       | 1000 m (m)               | 30e       | 1.10,16 (+2,21)                                        |
| Nicola Tumolero                                   | 5000 m (m)               | 8e        | 6.15,48 (+5,72)                                        |
| Nicola Tumolero                                   | 10.000 m (m)             | Brons     | 12.54,32 (+14,55)                                      |
| Riccardo Bugari Andrea Giovannini Nicola Tumolero | ploegenachtervolging (m) | 6e        | KF: 3.41,64 (6e) C-finale: gediskwalificeerd           |
|                                                   |                          |           |                                                        |
| Francesca Bettrone                                | 500 m (v)                | 29e       | 39,52 (+2,58)                                          |
| Francesca Bettrone                                | 1000 m (v)               | 27e       | 1.17,83 (+4,27)                                        |
| Francesca Bettrone                                | 1500 m (v)               | 25e       | 2.00,43 (+6,08)                                        |
| Francesca Bettrone                                | massastart (v)           | 16e       | HF-2: 5 pnt; 6e (8.38,69) finale: 0 pnt; 16e (9.04,82) |
| Yvonne Daldossi                                   | 500 m (v)                | 26e       | 39,28 (+2,34)                                          |
| Yvonne Daldossi                                   | 1000 m (v)               | 30e       | 1.19,33 (+5,77)                                        |
| Francesca Lollobrigida                            | 1500 m (v)               | 10e       | 1.57,94 (+3,59)                                        |
| Francesca Lollobrigida                            | 3000 m (v)               | 13e       | 4.08,58 (+9,37)                                        |
| Francesca Lollobrigida                            | massastart (v)           | 7e        | HF-1: 68 pnt; 1e finale: 1 pnt; 7e (8.33,30)           |

### Schansspringen
| Olympiër                                                       | Onderdeel           | Resultaat | Prestatie                                                                                             |
| -------------------------------------------------------------- | ------------------- | --------- | --- |
| Davide Bresadola                                               | normale schans (m)  | 35e       | kwalificatie: 95.8 pnt (88,0 m); 37e finale: 92.0 pnt (95,0 m)                                        |
| Davide Bresadola                                               | grote schans (m)    | 47e       | kwalificatie: 80.0 pnt (117,0 m); 42e finale: 89.1 (124,0 m)                                          |
| Federico Cecon                                                 | normale schans (m)  | 48e       | kwalificatie: 87.9 pnt (86,0 m); 49e finale: 72.3 pnt (85,5 m)                                        |
| Federico Cecon                                                 | grote schans (m)    | 54e       | kwalificatie: 50.3 pnt (100,5 m)                                                                      |
| Sebastian Colloredo                                            | normale schans (m)  | 42e       | kwalificatie: 97.9 pnt (91,0 m); 36e finale: 83.8 pnt (91,0 m)                                        |
| Sebastian Colloredo                                            | grote schans (m)    | 40e       | kwalificatie: 68.1 pnt (107,5 m); 50e finale: 102.7 (121,0 m)                                         |
| Alex Insam                                                     | normale schans (m)  | 45e       | kwalificatie: 101.9 pnt (94,0 m); 33e finale: 76.9 pnt (84,0 m)                                       |
| Alex Insam                                                     | grote schans (m)    | 23e       | kwalificatie: 93.1 pnt (123,0 m); 32e finale: 232.4 pnt (118.0 (127,5 m); 22e - 114.4 (125,0 m); 22e) |
| Federico Cecon Davide Bresadola Sebastian Colloredo Alex Insam | landenwedstrijd (m) | 11e       | 69.7 pnt (102,0 m) 94.9 pnt (114,0 m) 94.3 pnt (115,0 m) 105.6 pnt (122,5 m) totaal: 365.5 pnt        |
|                                                                |                     |           | |
| Evelyn Insam                                                   | normale schans (v)  | 34e       | 46.4 pnt (72,0 m)                                                                                     |
| Lara Malsiner                                                  | normale schans (v)  | 15e       | 179.5 pnt (90.2 (88,5 m); 16e - 89.3 (92,5 m); 15e)                                                   |
| Manuela Malsiner                                               | normale schans (v)  | 18e       | 163.4 pnt (79.6 (86,5 m); 20e - 83.8 (89,0 m);22e)                                                    |
| Elena Runggaldier                                              | normale schans (v)  | 33e       | 48.8 pnt (71,5 m)                                                                                     |

### Shorttrack
| Olympiër                                                       | Onderdeel  | Resultaat | Prestatie                                                                              |
| -------------------------------------------------------------- | ---------- | --------- | -------------------------------------------------------------------------------------- |
| Yuri Confortola                                                | 500 m (m)  | series    | serie 2: 3e (40,869)                                                                   |
| Yuri Confortola                                                | 1000 m (m) | 7         | serie 7: 2e (1.25,297) KF-2: 2e (1.24,383) HF-1: 3e (1.26,626) B-finale: 3e (1.27,712) |
| Yuri Confortola                                                | 1500 m (m) | series    | serie 2: penalty                                                                       |
| Tommaso Dotti                                                  | 1000 m (m) | series    | serie 6: 3e (1.25,369)                                                                 |
| Tommaso Dotti                                                  | 1500 m (m) | series    | serie 3: 4e (2.16,177)                                                                 |
|                                                                |            |           |                                                                                        |
| Arianna Fontana                                                | 500 m (v)  | Goud      | serie 2: 1e (43,214) KF-1: 1e (43,128) HF-1: 2e (42,635) A-finale: 1e (42,569)         |
| Arianna Fontana                                                | 1000 m (v) | Brons     | serie 4: 1e (1.30,676) KF-2: 1e (1.30,074) HF-1: 2e (1.29,156) A-finale: 3e (1.30,656) |
| Arianna Fontana                                                | 1500 m (v) | 7e        | serie 1: 1e (2.28,494) HF-2: 2e (2.34,489) A-finale: 7e (2.27,475)                     |
| Cynthia Mascitto                                               | 1000 m (v) | series    | serie 8: 4e (1.32,926)                                                                 |
| Lucia Peretti                                                  | 500 m (v)  | series    | serie 1: 4e (43,994)                                                                   |
| Martina Valcepina                                              | 500 m (v)  | KF        | serie 6: 1e (43,698) KF-4: 3e (43,023)                                                 |
| Martina Valcepina                                              | 1500 m (v) | 12e       | serie 2: 3e (2.31,370) HF-1: 4e (2.24,171) B-finale: penalty                           |
| Arianna Fontana Cecilia Maffei Lucia Peretti Martina Valcepina | relay (v)  | Zilver    | HF-2: 2e (4.05,918) A-finale: 2e (4.15,901)                                            |

### Skeleton
| Olympiër             | Onderdeel | Resultaat | Prestatie                       |
| -------------------- | --------- | --------- | ------------------------------- |
| Joseph Luke Cecchini | mannen    | 27e       | 2.35,64 (51,88 / 51,80 / 51,96) |

### Snowboarden
| Olympiër           | Onderdeel                | Resultaat    | Prestatie |
| ------------------ | ------------------------ | ------------ | --- |
| Alberto Maffei     | big air (m)              | kwalificatie | kwalificatie, serie 1: 77.50 - 36.25 (12e)                                                                      |
| Edwin Coratti      | parallelreuzenslalom (m) | KF           | kwalificatie: 1.25,70 (42,37 + 43,33); 12e 1/8F: won van AUT Alexander Payer KF: verloor van FRA Sylvain Dufour |
| Roland Fischnaller | parallelreuzenslalom (m) | KF           | kwalificatie: 1.25,44 (43,94 + 41,50); 8e 1/8F: won van OAR Vic Wild KF: verloor van FRA Nevin Galmarini        |
| Aaron March        | parallelreuzenslalom (m) | kwalificatie | kwalificatie: 1.26,58 (45,19 + 41,39); 23e                                                                      |
| Mirko Felicetti    | parallelreuzenslalom (m) | kwalificatie | kwalificatie: 1.27,56 (45,29 + 42,27); 30e                                                                      |
| Michele Godino     | snowboardcross (m)       | KF           | plaatsingsronde: 1.20,88 - 1.14,96 (28e) 1/8F, serie 4: 3e KF, serie 2: niet gefinisht                          |
| Emanuel Perathoner | snowboardcross (m)       | KF           | plaatsingsronde: 1.14,62 (18e) 1/8F, serie 8:1e KF, serie 4: 4e                                                 |
| Lorenzo Sommariva  | snowboardcross (m)       | 1/8F         | plaatsingsronde: 1.14,36 (13e) 1/8F, serie 4: 4e                                                                |
| Omar Visintin      | snowboardcross (m)       | 1/8F         | plaatsingsronde: 1.13,25 (2e) 1/8F, serie 8: 4e                                                                 |
|                    |                          |              | |
| Nadya Ochner       | parallelreuzenslalom (v) | kwalificatie | kwalificatie: 1.33,80 (48,00 + 45,80); 18e                                                                      |
| Raffaella Brutto   | snowboardcross (v)       | 8e           | plaatsingsronde: DNF - 1.21,14 (20e) KF, serie 3: 3e HF, serie 2: niet gefinisht kleine finale: 2e              |
| Michela Moioli     | snowboardcross (v)       | Goud         | plaatsingsronde: 1.16,97 (2e) KF, serie 4: 1e HF, serie 2: 1e grote finale: 1e                                  |